# Granica Królestwa Kongresowego z Austro-Węgrami
Granica Królestwa Kongresowego z Austro-Węgrami – granica międzypaństwowa między autonomicznym Królestwem Polskim (w składzie Cesarstwa Rosyjskiego) i autonomicznym Królestwem Galicji i Lodomerii (w składzie Monarchii Austro-Węgierskiej) w latach 1867-1916.

## Historia
Granica ta powstała na mocy traktatów rozbiorowych i pokojowych z lat 1772, 1809, 1815 i 1846.
Granica zaczynała się w miejscowości Modrzejów w  miejscu połączenia rzek Białej Przemszy z Czarną Przemszą (trójstyk granic Królestwa Prus (od 1871 Cesarstwa Niemiec), Cesarstwa Rosyjskiego i Monarchii Austro-Węgierskiej). Następnie biegła w kierunku południowo-wschodnim, dawną granicą z Wolnym Miastem Kraków, dochodziła do Wisły w okolicy  Mogiły, następnie  biegła nurtem Wisły, w kierunku północno-wschodnim, po Zawichost.
Przekraczała tu  Wisłę - biegła krótkim odcinkiem  rzeką Sanna (pozostawiając po stronie galicyjskiej miejscowość Popowice) w  kierunku południowo-wschodnim (na południe od  Lipy, Łężek), przecinała rzekę Tanew (na wschód od Ulanowa) i dochodziła do rzeki San (okolice Krzeszowa  po Szerzyny). Następnie przyjmowała kierunek wschodni, biegła na południe  od miejscowości Tarnogród, Luchów, Obsza, Susiec, Tomaszów, Telatyn, Dołhobyczów  i dochodziła  do rzeki Bug na południe  od Hołubia naprzeciw Litowicz, które znajdowały się po drugiej stronie Bugu w guberni wołyńskiej.
Granica ta istniała do 1916, formalnie do 1919 (traktat w  Saint-Germain-en Laye).
Odcinek tej  granicy pomiędzy Wisłą i Bugiem w II RP stanowił rozgraniczenie pomiędzy województwami lubelskim i lwowskim.